# Instytut Wydawniczy Latarnik

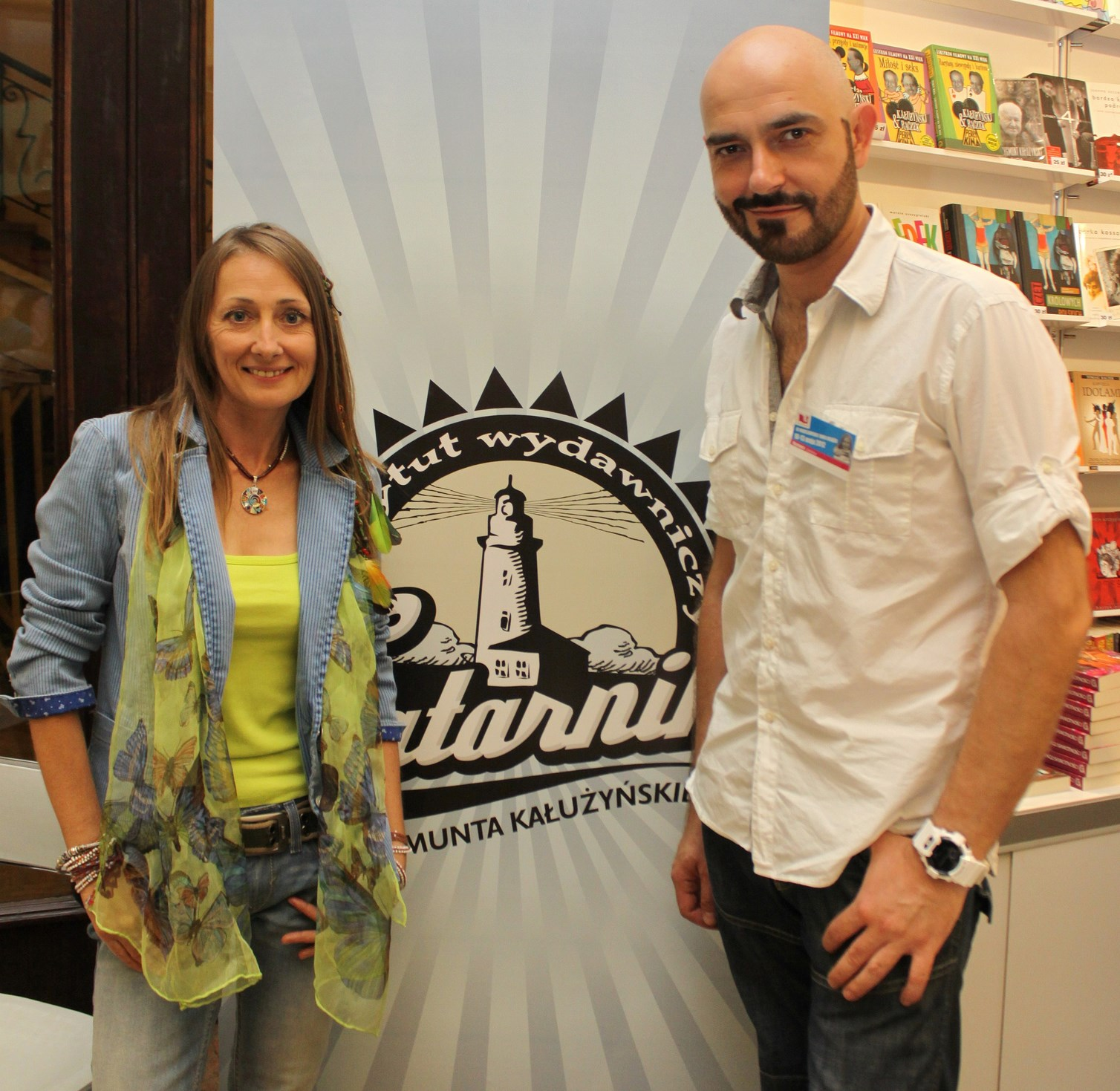
Beata Pawlikowska oraz Marcin Szczygielski podczas spotkania promocyjnego Wydawnictwa Latarnik.

Instytut Wydawniczy Latarnik im. Zygmunta Kałużyńskiego – instytut wydawniczy założony w 2002 roku. Prowadzony przez Tomasza Raczka i Marcina Szczygielskiego. 
Specjalizuje się w publikowaniu książek o mediach, o ludziach mediów i pisanych przez ludzi mediów.
Pierwszą wydaną przez Instytut Wydawniczy Latarnik książką był Pamiętnik orchidei Zygmunta Kałużyńskiego, wyróżniony nagrodą Warszawskiej Premiery Literackiej i uznany za książkę kwietnia 2003. Instytut Wydawniczy Latarnik otrzymał wówczas Dyplom Warszawskiej Premiery Literackiej. 
Instytut publikuje książki następujących autorów: Zygmunt Kałużyński, Stanisław Tym, Jerzy Gruza, Marcin Szczygielski, Tomasz Raczek, Stefania Grodzieńska, Marek Probosz, Maria Kornatowska, Joanna Szczepkowska, Krystyna Żywulska, Barbara i Piotr Adamczewscy. 
W 2010 roku wydawnictwo otrzymało nagrodę „Dużego Donga” za najbardziej wartościową książkę dla dzieci i młodzieży przyznawaną przez Polską Sekcję IBBY za powieść „Za niebieskimi drzwiami” Marcina Szczygielskiego.